# Историјски материјализам
Историјски материјализам разуме људско друштво као дијалектички тоталитет који је одређен материјалним условима репродукције свог опстанка и развоја, а њега чини сложена мрежа односа у које људи ступају да би испунили биолошке и културом развијене потребе на основици природних ресурса и технике којом располажу. Материјална репродукција чини темељ и основни фактор који обликује друштвену наградњу која се састоји од политичко-правног система и културних, моралних и религиозних образаца колективног људског битисања. Међу њима не постоји једноставан узрочно-последични однос већ дијалектичко јединство и међусобно прожимање и условљавање. Економију не треба схватити као пуку научну дисциплину ограничену на данашње обличје капитализма које је он задобио у различитим националним границама.
Критика политичке економије коју је Маркс извео у својим делима управо иде на то да покаже пролазни и историјски карактер темељних економских категорија којима барата дато друштво у својој свакодневној материјалној производњи, расподели, размени и потрошњи. Те категорије чине темељне појмове и представе на којима се надовезују филозофске идеје и правно-политичке концепције чија је функција успостављање и стабилизација друштвене структуре, њеног институционалног склопа и класног поретка. Марксизму се често пребацивао економизам у тумачењу друштвеног живота и његових разноврсних феномена али се тиме губи из вида дијалектички метод на коме историјски материјализам инсистира у анализи једне епохе. Идеологија, политика, право, морал, религија, култура и мрежа друштвених институција повратно делује на производну структуру и процесе једног друштва, и њу усмеравају у одређеним правцима развоја. Марксизам и те како такве утицаје узима у обзир и покушава да их објасни на научној основи. Међутим, основну анатомију, улогу, границе и начело функционисања целокупне друштвене надградње даје материјална репродукција и њен "резон" на коме почива, а која одражава класне односе међу друштвеним групама.
У општем погледу Маркс и Енгелс су идентификовали пет друштвено-економских формација које су се појавиле у историји Западне Европе и света и које би настале евентуалном еманципацијом радничке класе у будућности:
1. Примитивни комунизам: виђен је у кооперативним племенским друштвима у далекој прошлости човечанства.
2. Робовласничко друштво: које се рађа када племе постане град-држава и када заробљава велики број робова. Тада се ствара робовласничка и војна аристократија и зачиње се обимнија трговина.
3. Феудализам: земљопоседничка аристократија постаје владајућа класа на основу феудалног власништва и власти, на чијој земљи морају да раде кметови. Трговци се полако претварају у прве капиталисте.
4. Капитализам: успоставља се владајућа класа капиталиста која располаже новчаним капиталом и средствима за производњу на основу којих експлоатише радничку класу под фикцијом слободног уговора.
5. Диктатура пролетаријата: означава прелазан период социјализма у коме радници јачају класну свест, збацују капиталисте и преузимају контролу над државом, природним ресурсима и средствима за производњу.
6. Комунизам: бескласно и бездржавно друштво које почива на високој основици производних снага и рационалној контроли материјалне производње, расподеле, размене и потрошње.